# Plaza del General Vara de Rey
La plaza del General Vara de Rey (en el lugar conocido en su origen como Cerrillo del Rastro y más tarde como plaza de Antonio Zozaya) es un espacio público del barrio de Embajadores en el distrito Centro de Madrid. Así llamada desde 1941 en honor al general español Joaquín Vara de Rey por su papel en la defensa de El Caney durante la guerra hispano-estadounidense en Cuba, queda demarcada al oeste por la calle López Silva y la de Carlos Arniches, al norte por la calle de las Amazonas, al sur por la Mira el Río Alta y al este por la Ribera de Curtidores. Forma parte del popular conjunto comercial del Rastro de Madrid, y su edificio más antiguo es la Casa Matadero del Cerrillo del Rastro.

## Historia
Muchos de los edificios de la zona eran en el siglo xvi mataderos especializados de carneros y cerdos, dependencias para su procesado y venta al público. Fueron derribados al explanar la plaza y construir en 1836 un edificio de estilo neobarroco para oficinas municipales. La Casa Matadero fue reformada por el arquitecto Francisco Javier Ferrero y alberga desde finales del siglo xx una casa de ancianos y la Escuela Mayor de Danza. Hasta finales del siglo xx fue la sede de la Junta Municipal de Arganzuela (trasladada posteriormente a la Casa del Reloj). Parte de los mataderos se trasladaron a la Puerta de Toledo y más tarde al nuevo Matadero de Madrid en el entorno de la plaza de Legazpi.
El lugar se llamó Cerrillo del Rastro hasta 1929, año en que el Ayuntamiento se la dedicó a Antonio Zozaya, escritor español y vecino de los aledaños de la plaza, hasta que en 1941 tomó nuevo nombre en honor del General Vara de Rey.